# Vespertilio
A Vespertilio az emlősök (Mammalia) osztályának a denevérek (Chiroptera) rendjébe, ezen belül a kis denevérek (Microchiroptera) alrendjébe és a simaorrú denevérek (Vespertilionidae) családjába tartozó nem.

## Rendszerezés
A nembe az alábbi 2 élő faj és 1 fosszilis faj tartozik:
- fehértorkú denevér (Vespertilio murinus) típusfaj
- Vespertilio sinensis - szinonimája: Vespertilio superans
- †Vespertilio parisienis - eocén